# Валгалла (меморіал)

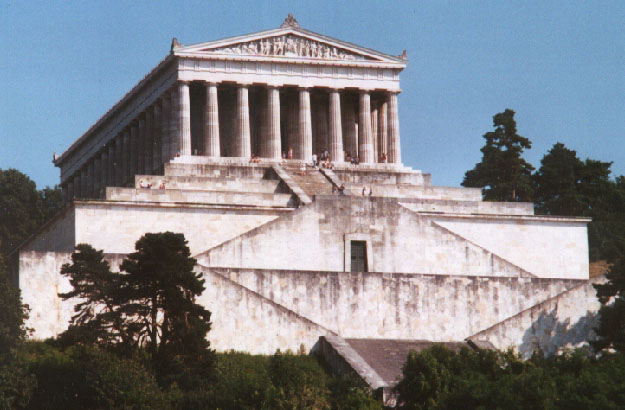
Вид на Валгаллу з Дунаю

Валгалла (нім. Walhalla) — меморіал, храм слави історичних особистостей, які зробили видатний внесок у німецьку культуру. Був збудований у 1842 році за наказом короля Людвига I у неокласичному стилі (на кшалт давньогрецьких храмів) на березі Дунаю, поблизу міста Регенсбург (Баварія, Німеччина).
Згідно зі скандинавською та німецькою міфологіями Валгалла — місце посмертного існування полеглих у битві героїв, що доставляються туди войовничими дівами — Валькіріями. Будинок в стилі неокласицизму, що являє собою копію давньогрецького храму, побудований архітектором Лео фон Кленце під впливом архітектури афінського Парфенона. Розміри Валгалли майже збігаються з розмірами Парфенона, довжина становить 48,5 м, ширина — 14 м і висота — 15,5 м.

## Історія

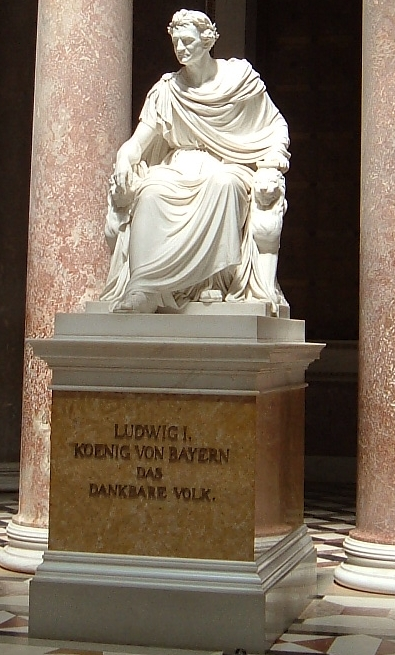
Пам'ятник засновнику — Людвігу І

Ідея створення подібної зали слави з'явилася у тоді ще наслідного принца Людвіга в 1807 році, коли німецькі держави зазнали поразки у війні з Наполеоном. За задумом Людвіга його Валгалла мала стати пам'ятником найвидатнішим представникам Німеччини за 1800 років, починаючи від битви в Тевтобурзькому лісі в 9 році нашої ери. Якщо у скандинавській міфічній Валгаллі бенкетували тільки воїни, героїчно загиблі на полі битви, то баварська Валгалла Людвіга була призначена не тільки для воїнів, але також і для науковців, письменників, кліриків і жінок. Напередодні утворення Німецької імперії в 1871 році, «німецький» був синонімом «германського», тому в залу включили представників готів, лангобардів, англосаксів, франків і швейцарців.
До часу коронації Людвіга в 1825 році створили 60 бюстів. У 1826 році Людвіг обрав місце для будівництва зали — на березі Дунаю поруч з Регенсбургом. Будівлю побудовано в стилі грецького відродження за прообразом афінського Парфенона. На північному фризі зображені алегоричні зображення німецьких держав, тоді як на південному — переважно батальні сцени.
Будівництво зали слави розпочали під керівництвом архітектора Лео фон Кленце 18 жовтня 1830 року, у 17-у річницю Битви народів. На момент відкриття Валгалли 18 жовтня 1842 року в ній представили 96 бюстів і 64 меморіальні дошки для людей, чий портрет або опис не були доступні, щоб змоделювати скульптуру. Головним критерієм для включення перших 160 осіб, увічнених у Залі, вважалась приналежність до німецької культури, тому там були представники Швеції, Австрії, Чехії, Польщі, Великої Британії, Нідерландів, Росії, Швейцарії та держав Балтії.
На сучасному етапі серед умов для тих, чиї бюсти поміщають в Валгаллу — особа мала померти більше двадцяти років тому. З часу відкриття додано тільки 32 бюсти і одну меморіальну дошку. Отже, нині у Валгаллі представлені 193 пам'ятних знаки, з яких 12 присвячені жінкам. Серед останніх доповнень: Альберт Ейнштейн (1990), Кароліна Герхардінгер (1998), Конрад Аденауер (1999), Йоганн Брамс (2000), Софі Шолль (2003), Карл Фрідріх Гаус (2007), Едіт Штайн (2008), Генріх Гейне (2009).
Бюст Софі Шолль, учасниці Руху Опору проти нацизму, відкритий 22 лютого 2003 року — до 60-ї річниці її страти. Крім цього встановлено меморіальну дошку в пам'ять про всіх членів німецького Руху Опору в Третьому рейху.

## Погруддя

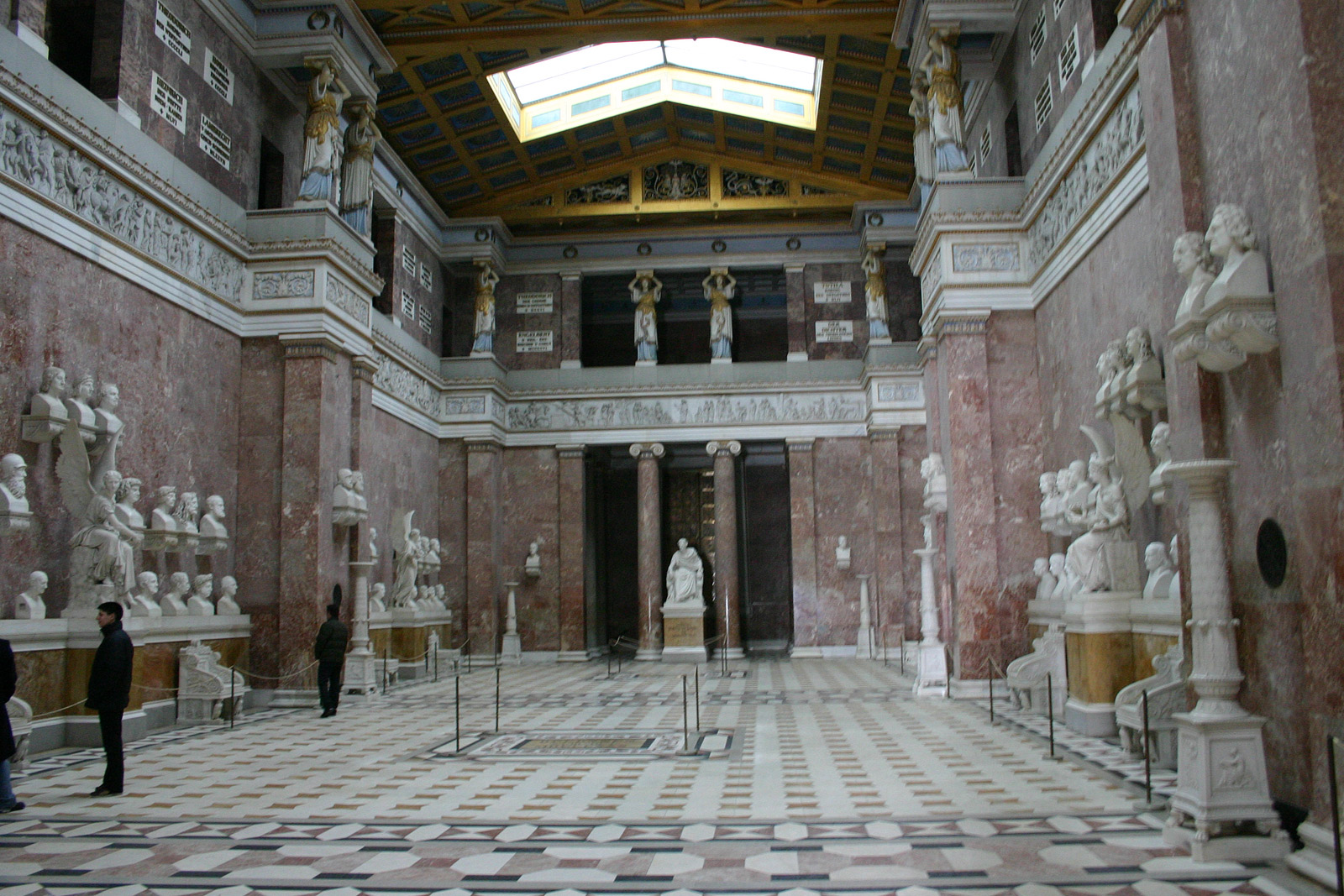
Головна зала Валгалли

- Конрад Аденауер — перший канцлер ФРН
- Амалія Єлизавета — Графиня Гессен-Кассельська під час Тридцятилітньої війни
- Август II Фрідріх — курфюрст Саксонії і король Польщі
- Йоганн Себастьян Бах — композитор
- Михайло Богданович Барклай де Толлі — російський фельдмаршал
- Людвіг ван Бетховен — композитор
- Бернхард Заксен-Веймарський — генерал під час Тридцятилітньої війни
- Отто фон Бісмарк — канцлер Північнонімецького союзу, пізніше Німецької імперії
- Гебхард Леберехт фон Блюхер — прусський генерал-фельдмаршал
- Герман Бургаве — голландський гуманіст і лікар
- Йоганнес Брамс — композитор
- Антон Брукнер — австрійський композитор
- Готфрід Август Бюргер — поет
- Крістоф — герцог Вюртемберга
- Йоганн фон Дальберга — єпископ Вормський
- Іван Іванович Дибич-Забалканський — граф, російський фельдмаршал
- Альбрехт Дюрер — гравер і живописець
- Антоніс ван Дейк — фламандський живописець
- Еберхард I — герцог Вюртемберга
- Юліус Ехтер фон Меспельбрунн — єпископ Вюрцбурга
- Йозеф фон Ейхендорфа — поет
- Альберт Ейнштейн — фізик
- Еразм Роттердамський — голландський гуманіст
- Ернст I — Герцог Саксен-Гота під час Тридцятилітньої війни
- Ян ван Ейк — фламандський живописець
- Карл Вільгельм Фердинанд — герцог Брансвіка-Люненбурга, прусський генерал-фельдмаршал
- Фрідріх I Переможний — курфюрст Пфальца
- Фрідріх Барбаросса — імператор Священної Римської імперії
- Фрідріх II — імператор Священної Римської імперії
- Фрідріх II Великий — король Пруссії
- Фрідріх Вільгельм — курфюрст Бранденбургу, прозваний Великий Курфюрст
- Георг фон Фрундсберг — лицар і лідер ландскнехтів
- Якоб Фуггер — банкір із Аугсбурга
- Йоганн Гутенберг — винахідник книгодрукування
- Кароліна Герхардінер — черниця, засновниця ордена герхардінок
- Ернст Гідеон Лаудон — австрійський фельдмаршал
- Крістоф Віллібальд Глюк — композитор
- Йоганн Вольфганг Гете — поет і вчений
- Йоганн Йозеф фон Геррес — письменник
- Гуго Гроцій — голландський юрист
- Отто фон Геріке — німецький вчений і винахідник
- Альбрехт фон Галлер — швейцарський анатом і фізіолог
- Ханс фон Холлвіл — швейцарський командувач у битві при Мораті
- Георг Фрідріх Гендель — німецький композитор
- Йозеф Гайдн — австрійський композитор
- Генріх Лев — герцог Саксонії і Баварії
- Генріх Птахолов — герцог Саксонії і король германців
- Йоганн Якоб Вільгельм Гайнзе — німецький письменник
- Бертольд фон Геннеберг — архієпископ Майнца
- Йоганн Готфрід Гердер — німецький поет, критик і богослов
- Вільям Гершель — англійський астроном німецького походження
- Ганс Гольбейн Молодший — німецький живописець
- Ульріх фон Гуттен — німецький лицар і гуманіст
- Фрідріх Людвіг Ян — німецький патріот і «батько гімнастики»
- Іммануїл Кант — німецький філософ
- Карл-Людвіг-Іван — австрійський ерцгерцог і воєначальник
- Карл V Габсбург — імператор Священної Римської імперії
- Карл V — герцог Лотарингії
- Карл X Густав — король Швеції
- Катерина II Велика — імператриця всеросійська
- Йоганн Кеплер — німецький математик і астроном
- Фрідріх Готтліб Клопшток — німецький поет
- Конрад II — імператор Священної Римської імперії
- Микола Коперник — польсько-німецький астроном
- Ґотфрід Вільгельм Лейбніц — німецький філософ і математик
- Готхольд Ефраїм Лессінг — німецький поет епохи Просвітництва
- Юстус Лібіх — німецький хімік
- Париж Граф фон Лодрон — архієпископ Зальцбурга
- Людвіг-Вільгельм — маркграф Баден-Бадена, імперський командувач
- Людвіг I — король Баварії, засновник залу слави Вальхалли.
- Мартін Лютер — лідер німецької Реформації, перекладач Біблії на німецьку мову. Спочатку його погруддя у залі слави було відсутнім.
- Марія Терезія — ерц-герцогиня Австрії і королева Угорщини і Богемії
- Максиміліан I — імператор Священної Римської імперії
- Максиміліан I — курфюрст Баварії
- Ганс Мемлінг — фламандський живописець
- Грегор Мендель — чеський монах і натураліст
- Антон Рафаель Менгс — живописець
- Гельмут Йозеф фон Мольтке — німецький юрист і учасник Німецького Опору
- Моріц Оранський — Штатгальтер Нідерландів
- Моріс Саксонський — курфюрст Саксонії
- Юстус Мезеро — німецький історик
- Вольфганг Амадеус Моцарт — австрійський композитор
- Йоганн Мюллер («Regiomontanus») — німецький астроном і математик
- Йоганн фон Мюллер — швейцарський історик
- Бурхард Кристоф Мініх — російський фельдмаршал
- Август Нейдхардт фон Гнейзенау — прусський фельдмаршал
- Ніклаус фон Флюе — святий, швейцарський самітник та містик
- Оттон I Великий — перший імператор Священної Римської імперії
- Парацельс — швейцарський лікар і алхімік
- Жан Поль — німецький гуморист
- Макс фон Петтенкофер — німецький хімік і гігієніст
- Вальтер фон Плеттенберг — ландмейстер Тевтонського ордена в Лівонії
- Йозеф Радецький — австрійський воєначальник
- Макс Регер — німецький композитор і органіст
- Йоганн Рейхлін — німецький філософ і гуманіст
- Вільгельм Конрад Рентген — німецький фізик
- Петер Пауль Рубенс — фламандський живописець
- Рудольф I — король Німеччини
- Михайло Адріансзон Рюйтер — голландський адмірал
- Герхард фон Шарнхорст — прусський генерал
- Фрідріх Шеллінг — німецький філософ
- Фрідріх Шиллер — німецький поет, представник «Бурі і натиску»
- Софі Шолль — учасниця німецького Опору
- Йоганн Філіп фон Шенборн — архієпископ Майнца
- Франц Шуберт — австрійський композитор
- Карл Філіп цу Шварценберг — австрійський фельдмаршал
- Франц фон Зікінген — лідер лицарства в Рейнській області і Швабіяї
- Франс Снейдерс — фламандський живописець
- Генріх Фрідріх Карл фон Штейн — прусський політичний діяч
- Ервін фон Штайнбах — архітектор Страсбурзького собору.
- Адальберт Штіфтер — австрійський письменник
- Ріхард Штраус — німецький композитор
- Йоганн Авентін(Йоганн Георг Турмайр) — баварський вчений та історик.
- Максиміліан фон унд цу Траутмансдорф — австрійський дипломат, учасник переговорів перед укладанням Вестфальського миру.
- Маартен Тромп — голландський адмірал.
- Егідіус Чуді — швейцарський історик і політик
- Петер Вішера «старший» — німецький скульптор
- Ріхард Вагнер — німецький композитор
- Альбрехт фон Валленштайн — герцог і генерал під час Тридцятилітньої війни
- Карл Вебер — німецький композитор.
- Крістоф Мартін Віланд — німецький поет.
- Вільгельм, граф Шаумбург-Ліппе — полководець Семирічної війни
- Вільгельм I — перший Німецький Імператор
- Вільгельм I Оранський — перший Штатгальтер Нідерландів.
- Вільгельм III Оранський — нідерландський Штатгальтер, потім король Англії, Шотландії та Ірландії.
- Йоганн Йоахім Вінкельман — німецький археолог і дослідник античності.
- Ніколаус Людвіг фон Цінцендорф — німецький релігійний та соціальний реформатор

## Меморіальні дошки
Меморіальні дошки створені для тих осіб, портрети чи описи яких не були доступні для відтворення їхньої зовнішності. Цей період включає осіб, починаючи з  Армінія (народженого 17 до н.е.) до майстра-годинникаря  Петера Генляйна, який помер у 1542 році. 64 дошки встановлені до відкриття зали в 1842 році. Остання 65-а присвячена пам'яті борців німецького Руху Опору, встановлена в 2003 році.
- Аларіх — король  вестготів
- Альберт Великий — філософ і богослов
- Албоін — король Ломбардо
- Альфред Великий — перший король Англії
- Алкуїн — перший єпископ Утрехта, церковний історик
- Армінія — «без сумніву визволитель Німеччині», переможець у битві в Тевтонбургському лісі
- Арнульф Каринтійський — Імператор Священної Римської імперії
- Арнульф Баварський — «Арнульф Злий», герцог Баварії, конфіскував церковну власність для отримання коштів на оборону
- Атаульф — король  вестготів
- Біда Високоповажний — монах і історик
- Бернварда Гільдесгаймський — єпископ Гільдесгайма
- Святий Боніфатій — святий, покровитель Німеччини
- Адріан фон Бубенберг — швейцарський лицар і генерал
- Бруно фон Варендорп — мер Любека
- Веледа, провісниця з племені бруктери під час повстання  батавів
- Вільгельм Кельнський
- Вілліброрд Нортубрійський — святий, чернець, місіонер, відомий як «Апостол  фризів»
- Арнольд фон Вінкельрід, герой  Швейцарії
- Відукінд Саксонський — герцог саксів і противник  Карла Великого в  саксонських війнах
- Гай Юлій Цивілій (25 -), лідер повстання германців проти Риму в 69 році
- Єлизавета Угорська — свята,  угорська принцеса
- Гейзеріх — король вандалів і  аланів
- Герард фон Ріле — архітектор  Кельнського собору
- Генріх III — імператор Священної Римської імперії
- Германаріх — король  остготів
- Герман фон Зальц — четвертий гросмейстер Тевтонського ордена
- Рух Опору — борці Німецького Опору проти нацистської Німеччини
- Карл Мартелл — «Молот», майордом франків, переможець над арабами при Пуатьє
- Карл Великий — засновник  Священної Римської імперії
- Ламбрехт фон Ашаффенбург
- Леопольд VI — герцог Австрії
- Марбод — король  маркоманів
- Mechthilde — святий
- Автор  Пісні про Нібелунгів
- Одоакр — вождь германців, скинув останнього імператора Ромула Августа
- Отто II Віттелсбах — герцог Баварії
- Отто фон Бамберг — святий, німецький єпископ, папський легат, місіонер в  Померанії
- Оттон Фрейзінгский — єпископ Фрейзінга
- Павло Диякон —  лангобардський історик
- Піпін Герістальский — майордом франків
- Піпін Короткий, перший король франків з династії  Каролінгів
- Рабан Мавр, бенедиктинський чернець, архієпископ Майнца
- Троє чоловіків Клятва Рютлі — легендарні засновники Швейцарської конфедерації Клятва Рютлі
- Theudelinde
- Теодоріх I — король  вестготів
- Теодоріх Великий — король  остготів і  вестготів
- Арнольд фон Турн
- Тотіла, король  остготів
- Ульфіла, єпископ готський, місіонер, і перекладач Біблії.
- Вальтер Фон дер Фогельвейде — знаменитий  мінезингер
- Фрідігер
- Фрідріх III — герцог Австрії та король римлян
- Хенгіст Кентський — король Кента
- Петер Генляйн — винахідник годинника
- Геріберіт Кельнський — архієпископ Кельна і канцлер імператора Оттона III
- Хільдегарда Бінгенська — черниця, автор містичних праць
- Хлодвіг I — король  франків
- Хорса — воїн V століття, брат Хенгіста
- Хросвіта Гандерсгеймська —  бенедиктинська черниця, поетеса і драматург.
- Егберт (-839) король Вессексу, фактично перший король Англії, дід Альфреда Великого
- Ейнхард — історик
- Еммеріх Регенсбурзький — святий
- Енгельберт Кельнський — святий
- Вольфрам фон Ешенбах — лицар, знаменитий  мінезингер та епічний поет